# 平板少女
《平板少女》是創作的日本四格漫畫作品。最初是刊载于《月刊Comic Flapper》和《月刊Comic Alive》的短篇漫画，当时的标题为《这个世界不需要胸部啊》。后于2015年8月27日發售的《COMIC CUNE》雜誌改为现标题開始連載。ComicWalker網站也發表該漫畫。第1本單行本於2016年2月27日發售。

## 登場人物
平野緋衣
討厭巨乳的貧乳高中女生。
珠井雪菜
平野燈的朋友。
大木
平野燈的兒時玩伴。
板波
辣妹。
山田
板波的朋友。

## 漫畫
日文版漫畫由KADOKAWA Media Factory出版，中文版本尖端出版代理，屬於萌系四格漫畫，在男性向雜誌連載，尖端出版歸為萌館女性向。
| 卷數 | KADOKAWA       | KADOKAWA               | 尖端出版      | 尖端出版               |
| 卷數 | 發售日期       | ISBN                   | 發售日期      | ISBN                   |
| ---- | -------------- | ---------------------- | ------------- | ---------------------- |
| 1    | 2016年2月27日  | ISBN 978-4-04-068139-9 | 2017年6月19日 | ISBN 978-957-107-509-9 |
| 2    | 2016年12月24日 | ISBN 978-4-04-068784-1 | 2018年3月7日  | ISBN 978-957-107-960-8 |
| 3    | 2017年11月27日 | ISBN 978-4-04-069519-8 |               |                        |
| 4    | 2019年1月26日  | ISBN 978-4-04-065343-3 |               |                        |

## 外部連結
- 平板少女 （页面存档备份，存于）於COMIC CUNE網站的內容（日語）
- 平板少女 （页面存档备份，存于）於ComicWalker網站的內容（日語）